# Aleksandar Miljković
Aleksandar Miljković (in serbo Александар Миљковић?; Bor, 26 febbraio 1990) è un calciatore serbo, difensore del P'yownik.

## Carriera

### Club

#### Inizi
Cresciuto nelle giovanili del Partizan, esordisce giovanissimo in prima squadra con la quale vince 2 campionati e partecipa all'edizione 2010-2011 della Champions League. Nell'inverno del 2009 viene mandato in prestito al Teleoptik, dove realizza la sua prima rete da professionista nella vittoria per 1-4 contro il Radnički. Un anno dopo, sempre in prestito è in forze al Metalac.

#### Partizan e Braga
Dal 2010 rientra più stabilmente nei piani del Partizan che quindi lo conferma in squadra per 3 stagioni, dove vince anche altri 3 campionati (portando a 5 quelli in carriera) e la seconda Coppa di Serbia. Nel 2013 viene preso dai portoghesi del Braga. Alterna presenze tra squadra B e prima squadra, per un totale di appena 15 apparizioni in due campionati.

#### RNK Spalato, Amkar Perm' e Miedź Legnica
Nel marzo 2015 viene svincolato, qualche mese dopo viene quindi prelevato dallo RNK Spalato, squadra croata. Con i biancorossi trova un po' più di continuità, tanto che appena una stagione dopo i russi dell'Amkar Perm' lo acquistano per rafforzarsi per la Premier russa. Nonostante 53 presenze ed un gol (momentaneo 1-1 nella vittoria del 2016 contro l'Akhmat Grozny) nell'estate 2018 rimane senza squadra nuovamente. A novembre 2018 il Miedź Legnica lo aggrega alla squadra.

### Nazionale
Dal 2008 al 2009 ha fatto parte della selezione serba Under 19, con 13 presenze e un gol. Dal 2011 al 2012 invece, è parte di quella Under 21 (partecipando anche alla fase a qualificazioni dell'Europeo).

## Statistiche

### Cronologia presenze e reti in nazionale
| Cronologia completa delle presenze e delle reti in nazionale ― Serbia under 21 | Cronologia completa delle presenze e delle reti in nazionale ― Serbia under 21 | Cronologia completa delle presenze e delle reti in nazionale ― Serbia under 21 | Cronologia completa delle presenze e delle reti in nazionale ― Serbia under 21 | Cronologia completa delle presenze e delle reti in nazionale ― Serbia under 21 | Cronologia completa delle presenze e delle reti in nazionale ― Serbia under 21 | Cronologia completa delle presenze e delle reti in nazionale ― Serbia under 21 | Cronologia completa delle presenze e delle reti in nazionale ― Serbia under 21 |
| Data                                                                           | Città                                                                          | In casa                                                                        | Risultato                                                                      | Ospiti                                                                         | Competizione                                                                   | Reti                                                                           | Note                                                                           |
| ------------------------------------------------------------------------------ | ------------------------------------------------------------------------------ | ------------------------------------------------------------------------------ | ------------------------------------------------------------------------------ | ------------------------------------------------------------------------------ | ------------------------------------------------------------------------------ | ------------------------------------------------------------------------------ | ------------------------------------------------------------------------------ |
| 9-2-2011                                                                       | Tel Aviv                                                                       | Israele under 21                                                               | 0 – 1                                                                          | Serbia under 21                                                                | Amichevole                                                                     | -                                                                              |                                                                                |
| 2-6-2011                                                                       | Le Petit-Quevilly                                                              | Francia under 21                                                               | 1 – 0                                                                          | Serbia under 21                                                                | Amichevole                                                                     | -                                                                              | 72’                                                                            |
| 7-10-2011                                                                      | Skopje                                                                         | Macedonia under 21                                                             | 1 – 1                                                                          | Serbia under 21                                                                | Qual. Europeo Under-21 2013                                                    | -                                                                              |                                                                                |
| 11-10-2011                                                                     | Kragujevac                                                                     | Serbia under 21                                                                | 0 – 0                                                                          | Danimarca under 21                                                             | Qual. Europeo Under-21 2013                                                    | -                                                                              |                                                                                |
| 29-2-2012                                                                      | Belgrado                                                                       | Serbia under 21                                                                | 2 – 0                                                                          | Bosnia ed Erzegovina under 21                                                  | Amichevole                                                                     | -                                                                              | 65’                                                                            |
| Totale                                                                         |                                                                                | Presenze                                                                       | 5                                                                              |                                                                                | Reti                                                                           | 0                                                                              |                                                                                |

## Palmarès

### Club

#### Competizioni nazionali
- Coppa di Serbia: 2

Partizan: 2008-2009, 2010-2011
- Campionato serbo: 5

Partizan: 2008-2009, 2009-2010, 2010-2011, 2011-2012, 2012-2013
- Coppa d'Armenia: 1

Noah: 2024-2025
- Campionato armeno: 1

Noah: 2024-2025